# Washington Open 2008

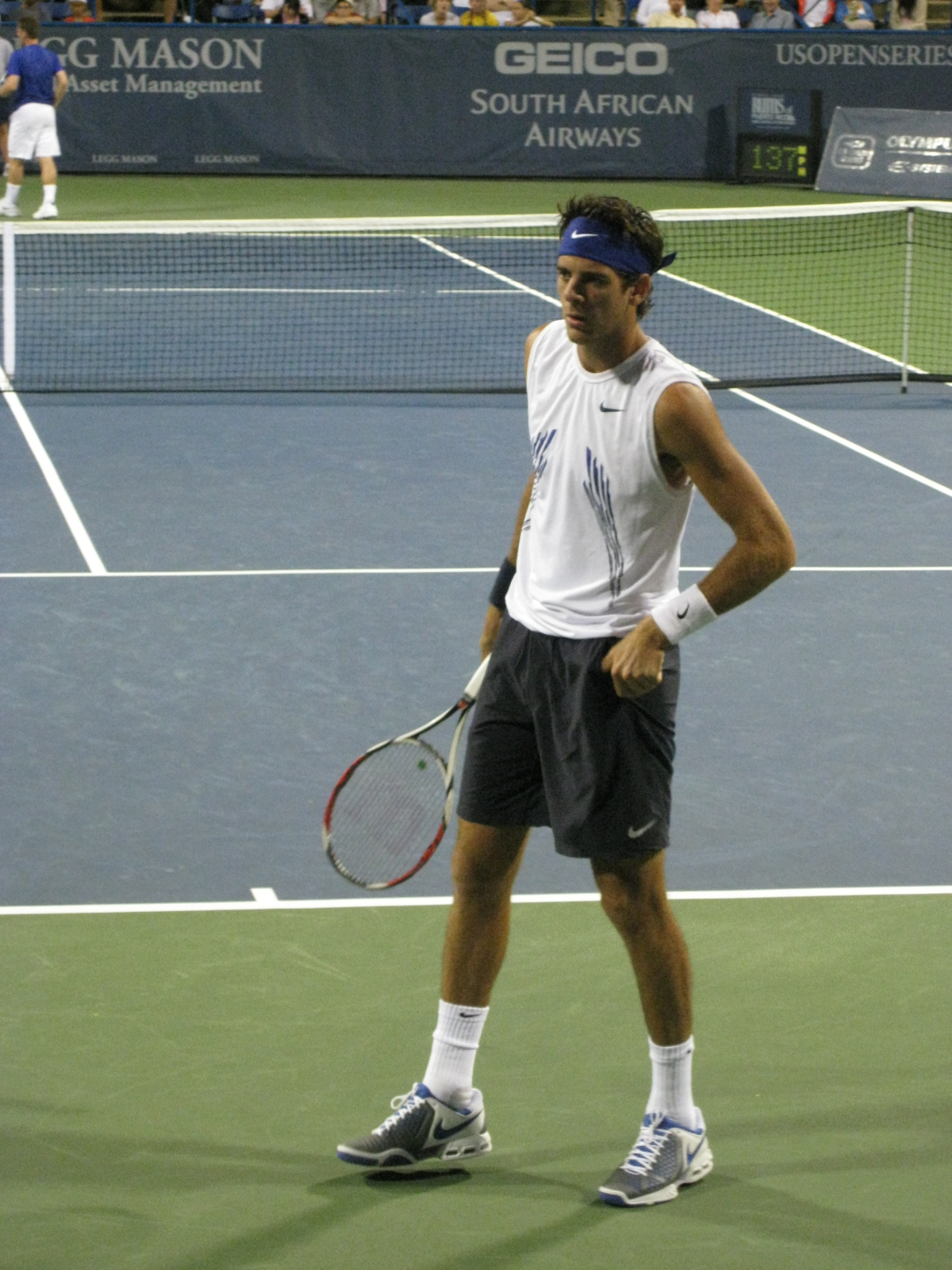
Juan Martín del Potro vincitore del singolare maschile

Il Washington Open 2008, noto come Legg Mason Tennis Classic per motivi di sponsorizzazione, è stato un torneo di tennis giocato sul cemento
È stata la 40ª edizione del Washington Open, 
che fa parte della categoria International Series nell'ambito dell'ATP Tour 2008.
Si  è giocato al William H.G. FitzGerald Tennis Center di Washington negli Stati Uniti, dal 9 al 17 agosto 2008.

## Campioni

### Singolare
Juan Martín del Potro ha battuto in finale  Viktor Troicki con il punteggio di 6–3, 6–3

## Doppio
Marc Gicquel /  Robert Lindstedt hanno battuto in finale  Bruno Soares /  Kevin Ullyett con il punteggio di 7–6(6), 6–3